# Cerro Grande do Sul
Cerro Grande do Sul är en kommun i Brasilien.   Den ligger i delstaten Rio Grande do Sul, i den södra delen av landet, 1 700 km söder om huvudstaden Brasília. Antalet invånare är 10 280.
I omgivningarna runt Cerro Grande do Sul växer huvudsakligen savannskog. Runt Cerro Grande do Sul är det glesbefolkat, med 18 invånare per kvadratkilometer.